# DB BR 420
DB BR 420 — пригородный электропоезд, разработанный для эксплуатации на линиях S-Bahn немецкого железнодорожного оператора Deutsche Bahn. Поезда серии 420 эксплуатировались на территории всей Германии. Изначально строились для работы на Мюнхенской городской железной дороги, где не официально получили название Олимпийских, так как их запуск в эксплуатацию совпал с Летней Олимпиадой 1972 года.
Всего было построено 480 составов электропоездов этой серии. Начиная с 2000 года 420 серия постепенно выводится из эксплуатации. Согласно плану развития Deutsche Bahn к 2013 году все поезда должны были быть списаны. Но по состоянию на 2020 год они до сих пор эксплуатировались на линиях S-Bahn Кёльна и S-Bahn Rhein-Rhur, за исключением Мюнхена. На линиях  Rhein-Main поезда серии 420 были выведены из эксплуатации в ноябре 2014 года, а на линии S-Bahn Мюнхен — в ноябре 2016. На данный момент списаны уже более 400 вагонов. Шесть единиц сохранены в различных музеях железных дорог Германии.

## Конструкция

### Описание
Все электропоезда класса 420 изготовлялись в трехвагонном исполнении. Два головных вагона с кабиной управления и один промежуточный вагон. Корпуса промежуточных вагонов изготовлены из алюминия. Головные вагоны изначально изготавливали из стали, но начиная с номера 420 131 также стали изготовляться из алюминия, что позволило сократить полную массу на 9 тонн. Все головные вагоны электропоезда оборудованы автосцепками Шарфенберга. Допускалась эксплуатация по системе многих единиц, в два и три состава.